# Ремпутьмаш (Пермь)
«Пермский мотовозоремонтный завод „Ремпутьмаш“» — машиностроительное предприятие России, расположенное в городе Перми. Завод является основным предприятием по производству и ремонту колесных пар на все основные виды путевой техники, их доля в общем объёме продукции составляет 40 %.
Сегодня предприятие выпускает образцы технологического оборудования, обширную номенклатуру запасных частей к путевой технике, товары народного потребления.

## История

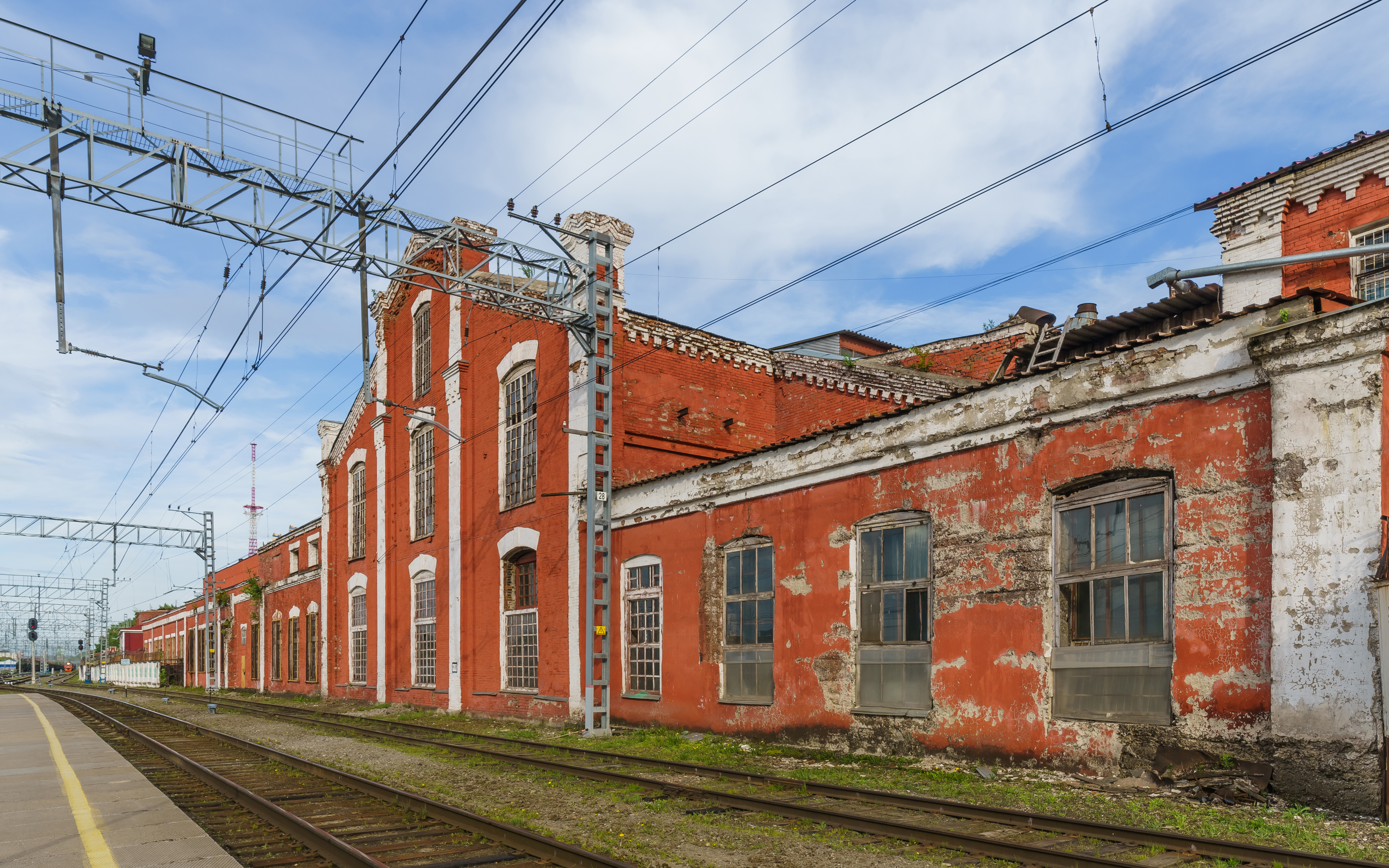
Пермский мотовозоремонтный завод «Ремпутьмаш»

Завод основан 21 мая 1878 года как Главные железнодорожные мастерские города Перми. Производственные мощности предприятия были рассчитаны на малый текущий и капитальный ремонт паровозов. Объём работ в Главных мастерских возрастал год от года. В 1894 году, например, были отремонтированы 23 паровоза, а в 1915 — 56.
В 1927 году приказом по НКПС Пермские железнодорожные мастерские переименованы в Пермский паровозоремонтный завод имени А. А. Шпагина.
В 1964 году происходит изменение профиля завода, на предприятии осваивается ремонт путевой техники. 1964 год — освоение ремонта дрезины АГМу, 1972 год — ДМС, 1975 год — ДГКу.
В 1976 году предприятие преобразовано в Пермский мотовозоремонтный завод имени А. А. Шпагина.
В 1978 году указом Президиума Верховного Совета СССР за высокие производственные достижения и в связи со 100-летием со дня основания Пермского мотовозоремонтного завода имени А. А. Шпагина награждён орденом «Знак Почета».
1983 год — освоен выпуск дрезины АГМс.
1995 год — машиностроительное направление становится на предприятии приоритетным. За три года освоен выпуск новых образцов путевой техники: машин УП-3М, УР-1М, МБ, МЗШ, АГМс-1М и других.
В 1996 году по решению координационного комитета международной программы «Партнерство ради прогресса» за высокие показатели развития в условиях экономики переходного периода завод награждён почетным призом «Серебряный диск».
Завод отмечен дипломами Международных выставок путевых машин в Калуге в 1998, 1999, 2000 и 2002 годах.
За значительный вклад в развитие отрасли завод в 2000 году награждён Международной ассоциацией АДМ призом «Возрождение-2000».
В 2000 году предприятием освоено производство комплекта деталей для бесподкладочного рельсового скрепления ЖБР-65.
В 2002 году организация «АДМ Бизнес-консалтинг» наградила завод призом «Лидер отрасли».
С 1 января 2006 года в связи с образованием группы компаний железнодорожного машиностроения «Ремпутьмаш» предприятие стало называться Открытое акционерное общество «Пермский мотовозоремонтный завод „Ремпутьмаш“».
В сентябре 2017 года власти Пермского края объявили о решении  закрытия участка Горнозаводского направления от Перми II до Мотовилихи. В ноябре с собственниками подписано соглашение о приобретении имущественного комплекса Пермского МРЗ.
В феврале 2019 года площадка перешла в собственность Пермского края. Сейчас это культурно-рекреационное пространство, где проводятся различные мероприятия. Среди недавно прошедших – школа экскурсоводов, Red Market, Национальный лесной форум и др.
Завод Шпагина станет центральной частью культурно-рекреационного кластера в долине реки Егошихи. На бывшей производственной площадке разместятся краеведческий музей и художественная галерея. Планируется, что они переедут туда в конце 2022 года.